# دکتر لیوسی

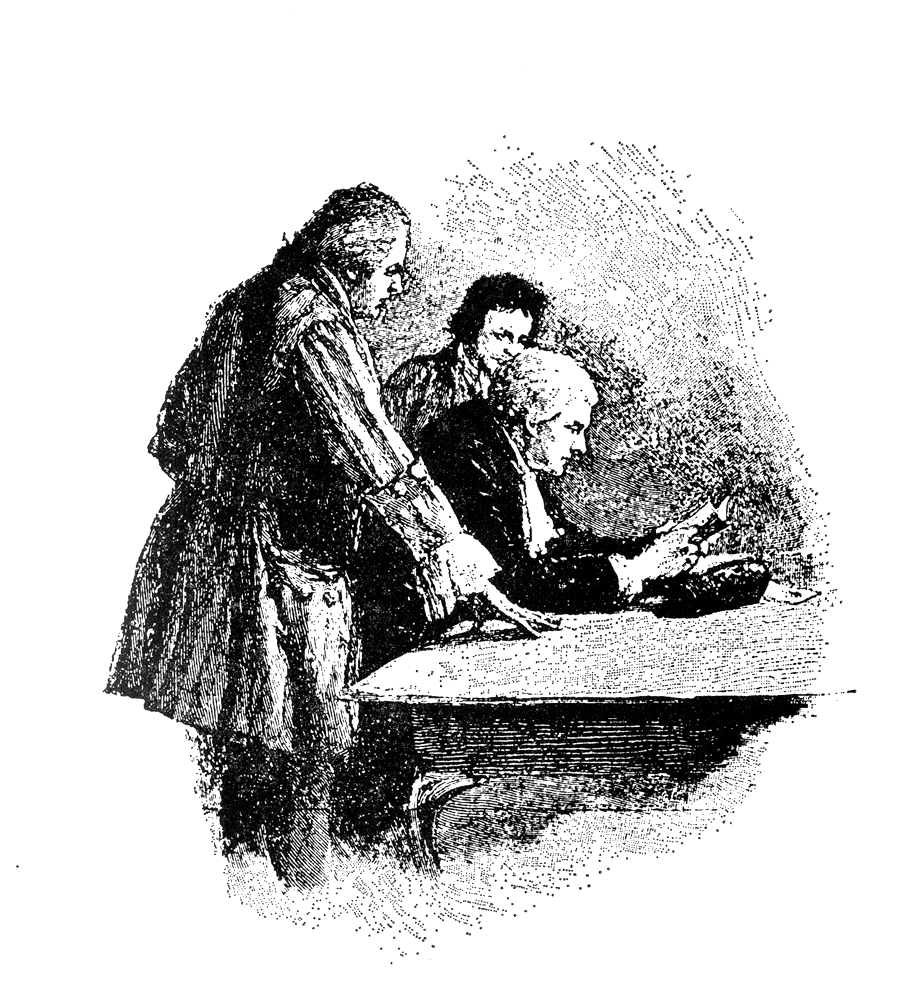
دکتر لیوسی و اسکوایر ترلاونی نقشه جزیره گنج را بررسی می کنند. تصویر والتر پاژه برای نسخه 1899 "جزیره گنج" اثر رابرت لوئیس استیونسون.

دکتر دیوید لیوسی شخصیتی خیالی در رمان جزیره گنج نوشته نویسنده اسکاتلندی رابرت لویی استیونسن است.